# Solipsismus
Solipsismus (z latinského solus ipse = jen já sám) je stanovisko krajního subjektivního idealismu uznávající za reálné pouze obsahy individuálního lidského vědomí; neexistuje, co přesahuje obsah a formy osamělého vědomí. Solipsismus je logickým důsledkem subjektivního idealismu.

## Původ
Solipsismus jako pojem se objevil v 19. století jako radikální epistemologická skepse, pokud jde o poznání světa a myslí druhých lidí. Vychází z metodického pochybování Descartova, který poslední filosofickou jistotu založil právě na (hypotetické) pochybnosti o všem, včetně smyslového poznání, v níž se jako nepochybné ukáže pouze „myslím, tedy jsem“. Solipsismus ovšem tento myšlenkový experiment bere doslova. Anglický idealistický filosof George Berkeley soudil, že věci existují, jen pokud jsou vnímány, ovšem vyvodil z toho, že vnější svět existuje proto, že je předmětem vnímání Božího; s podobnou představou pracoval i Isaac Newton, pro něhož prostor je právě Boží „sensorium“.
Další krok učinil německý filosof Arthur Schopenhauer, pro něhož první větou jeho filosofie je „Svět je moje představa“. Ke každému pozorování patří pozorovatel, předmět nemůže být bez subjektu, který jej poznává. To ovšem není ještě solipsismus. Za důsledného solipsistu se někdy pokládá německý myslitel Max Stirner, který v knize Der Einzige und sein Eigentum („Jedinec a jeho vlastnictví“ z roku 1845) zastává radikální egoismus: „Nic mi nestojí nade mnou“. Pro Stirnera to ale není solipsismus, protože právo na egoismus každému přiznává, nýbrž odmítnutí každé vnější autority, včetně zvnitřněného „nad-já“ (superego).
Ve východních filozofiích je tato myšlenka přítomna taky.
"Bez myšlenek není svět" – Ramana Maharši.

## Pojem a diskuse
Solipsismus tedy může být
- metodologický, jako myšlenkový pokus nebo provokace,
- epistemologický, totiž přesvědčení, že vnější svět ani myšlenky druhých nelze bezpečně poznat, anebo
- ontologický, pokud světu a druhým na základě toho upírá existenci vůbec.

Námitky proti solipsismu pocházejí z různých stran. Tak filosofie jazyka namítá, že pokud solipsista používá jazyka, už předpokládá komunikaci s jinými. V novější filosofické literatuře se solipsismus objevuje, například u J.-P. Sartra nebo u českého filosofa Ladislava Klímy, který se občas snažil „solipsisticky“ také žít.